# Sphaerantia
Sphaerantia es un género con dos especies de plantas perteneciente a la familia Myrtaceae. Es originario de  Queensland en Australia.

## Especies
- Sphaerantia chartacea Peter G.Wilson & B.Hyland, Telopea 3: 262 (1988).
- Sphaerantia discolor Peter G.Wilson & B.Hyland, Telopea 3: 262 (1988).